# Kukoricabarkó
A kukoricabarkó (Tanymecus dilaticollis) a bogarak rendjébe és az ormányosbogarak családjába tartozó rovarfaj. A kukorica egyik legnagyobb jelentőségű fiatalkori (juvenilis) kártevője.

## Elterjedése
Eredetileg Kelet-Mediterrán faj, elterjedt egész Délkelet-Európában, Kis-Ázsiában, Közép-Európában. Legnagyobb egyedszámban száraz és félszáraz, sztyeppi területeken fordul elő. Elterjedésének északi határa Szlovákia. Bár már korábban is jelen volt Magyarországon, kártevőként a II. világháborúig csak Bulgáriában és Romániában tartották számon. Magyarországon először Manninger G. Adolf észlelte kukoricán kártételét 1944-ben.
Ma Magyarországon már mindenütt általánosan elterjedt.

## Megjelenése

### Az imágó
Az imágó hossza 5,8-8,3 mm, a test alapszíne fekete, amit hamuszürke, barnásszürke serték borítanak. A szárnyfedőt hosszanti világosabb szürke, vagy világosbarna barázdák díszítik. Közeli rokonától a hegyesfarú barkótól (Tanymecus palliatus) a tor szélessége alapján lehet elkülöníteni, mely a kukoricabarkó esetében szélesebb a hosszánál.

### A tojás
A henger alakú tojás kezdetben sárgásfehér, a lárva kikelése előtt fénylő fekete. Hossza 1-1,2 mm, a két végén félgömb alakú.

### A lárva
A kukac típusú lábatlan (apod) lárva a 4. lárvastádiumban 5,2-6,8 mm hosszúságú. színe sárgásfehér. Alakja enyhén ívelt, erősen ráncos.

### A báb
5,4-6,5 mm hosszúságú. Eleinte fehéres színezetű, a vedléshez közeledve fokozatosan bebarnul. A bábot apró szőröcskék fedik.

## Életmódja, kártétele

### Táplálkozása
Erősen polifág (sok tápnövényű) faj. Bár Európában őshonos lévén eredeti tápnövénye nyilvánvalóan nem lehet a kukorica, ma mégis ezt tekintjük elsőrendű táplálékának. A tavasszal aktivizálódó imágók a kelő kukorica állományokat megtámadják, a fiatal leveleket U-alakban karéjozva rágják, csökkentve a fiatal növény fotoszintetizáló levélfelületét, gyakran a növényegyed halálát okozva. Gondot okozhat más tavaszi kapás kultúrában (pl. napraforgó, cukorrépa) és sok más növény termesztése során is. A kukoricán kívül fontos tápnövényei kultúrnövényeink közül a kalászos gabonák, takarmányrépa, cukorrépa, szója, napraforgó, bab, alma, őszibarack és a mandula is. Kultúrnövényeken kívül sok gyomnövényen is táplálkozik, mint például a lapulevelű keserűfű (Persicaria lapathifolia), pásztortáska (Capsella bursa-pastoris), mezei aszat (Cirisium arvense), szőrös disznóparéj (Amaranthus retrofelxus), fenyércirok (Sorgum halpense), nád (Phragmites australis) illetve kisebb mértékben az apró szulák (Convolvolus arvensis).
A faj lárvái növényi gyökerekkel táplálkoznak, de kártételük nem jelentős. A tápnövény minősége erősen befolyásolja mind a fejlődési sebességüket, mind az imágó kori méretüket. Legoptimálisabb tápnövénynek a kukorica látszik. (goncsarenko 1964)

### Szaporodása, életciklusa
Minden évben egy nemzedéke fejlődik. A tojásrakás május vége felé történik, a nőstények a tojásokat laza csomókban helyezik el a talajba, egy rétegben, a kukorica növények közelébe. A kikelő lárvák a talajban élnek és táplálkoznak, majd július végén, augusztus elején elérik teljes fejlettségüket, bebábozódnak és bogárrá alakulnak. A telet a bábkamrában töltik a talajban, csak a következő tavasszal aktivizálódnak. A tavaszi kapás növények keléséig általában különböző egyszikű növényeken táplálkoznak, ilyenkor károkat okozhatnak őszi gabonákon is, illetve érzékeny kárt okozhatnak tavaszi árpán.

## Védekezés
Helyes agrotechnika alkalmazásával egyöntetű, gyorsan, egységesen kelő, gyorsan fejlődő kukorica állomány esetén kártétele jelentősen csökkenthető. Tömeges megjelenésükkor vegyszeres védekezés válhat szükségessé. Legjobb hatékonyság a vetőmagcsávázással érhető el, azonban a neonikotinoid hatóanyagú csávázószerek 2013-as betiltásával ez a védekezési módszer ma már nem áll rendelkezésre. A talajfertőtlenítés a lárvák számát csökkentheti, de az imágók kártételét nem mérsékli jelentősen. Nagy számú imágó megjelenésekor szükség lehet inszekticides (rovarölőszeres) állománypermetezésre is, mely magas költségei mellett nagyobb környezeti terhelést is jelent a vetőmagcsávázásnál.

## Egyéb elnevezései
- kisbarkó
- déli szürkebarkó
- szürkebarkó
- szürke kukoricabarkó
- kis hegyesfarú-barkó